# ヘンリー・アダムズ・ベロウズ (法律家)

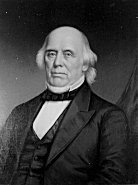
アドナ・テニー(1810年–1900年)撮影による写真

ヘンリー・アダムズ・ベロウズ(英語: Henry Adams Bellows、1803年–1873年)とはアメリカ合衆国バーモント州ロッキンガム出身の弁護士、州議員、法律家である。1839年にニューハンプシャー州議会下院議員にニューハンプシャー州リトルトンから選出された。その後、1856年–1857年にコンコードから議員に最選出され、州司法委員会委員長を務めた。1859年9月23日、ニューハンプシャー州最高裁判所裁判官に任命され、1869年から1873年に死ぬまで首席判事を務めた。